# Black Point-Green Point
Black Point-Green Point es un lugar designado por el censo en el condado de Marin en el estado estadounidense de California. En el año 2000 tenía una población de 1,143 habitantes y una densidad poblacional de 238 personas por km².

## Geografía
Black Point-Green Point se encuentra ubicado en las coordenadas 38°6′35″N 122°30′13″O / 38.10972, -122.50361. Según la Oficina del Censo, la ciudad tiene un área total de 4,8 km² (1,9 mi²), de la cual 4,8 km² (1,9 mi²) es tierra y 0 km² (0 mi²) (0%) es agua.

## Demografía
Según la Oficina del Censo en 2000 los ingresos medios por hogar en la localidad eran de $92,729, y los ingresos medios por familia eran $104,531. Los hombres tenían unos ingresos medios de $76,782 frente a los $50,769 para las mujeres. La renta per cápita para la localidad era de $52,372. Alrededor del 2.9% de la población estaban por debajo del umbral de pobreza.